# Journal of Analytical Chemistry
Das Journal of Analytical Chemistry ist eine monatlich erscheinende  Peer-Review-Fachzeitschrift, die sich primär mit analytischer Chemie beschäftigt. Dabei werden sowohl theoretische als auch angewandte Aspekte abgedeckt. Weiterhin werden neue Methoden, Messgeräte und Reagenzien vorgeschlagen. Ein Schwerpunkt liegt dabei auf der Analyse von lebenswichtigen Medien wie Wasser und Luft sowie dem Nachweis und der Bestimmung von Metallionen und organischen Substanzen. Beiträge können sowohl in englischer als auch russischer Sprache eingereicht werden.
Chefredakteur der Zeitschrift ist Yuriy A. Zolotov von der Lomonossow-Universität Moskau. Der Impact Factor betrug 2020 laut dem Web of Science 1,069, womit die Zeitschrift in der Kategorie analytische Chemie den 78. von 87 Plätzen belegte.